# 紋藤壺
紋藤壺（学名：Amphibalanus amphitrite）为藤壺科紋藤壺屬下的一个种。